# Arctosa denticulata
Arctosa denticulata är en spindelart som beskrevs av Jiménez och Charles Denton Dondale 1984. Arctosa denticulata ingår i släktet Arctosa och familjen vargspindlar. Inga underarter finns listade i Catalogue of Life.